# Superbikers
Con Superbikers ci si riferisce allo sport motociclistico antenato dell'odierno Supermotard.

## Storia
Esso nasce negli Stati Uniti all'inizio degli anni '80. Questa competizione si svolgeva con moto da motocross montanti pneumatici posteriori con intaglio stradale, su circuiti cittadini per metà asfaltati e per metà sterrati. 

### Nascita in America
L'evento era promosso e finanziato dall'emittente televisiva ABC Wide World Sport che si assicurava lo scontro inusuale tra piloti di motocross, Superbike e dirt-track. Le moto erano sia enduro che motocross. Il concetto del promotore si basava su quale fosse il pilota migliore e più completo. Questa manifestazione ogni anno vedeva la presenza di migliaia di spettatori e i partecipanti, su invito, accorrevano prontamente. L'evento si svolse per 7 anni.
La prima edizione fu varata nel 1979 a Carlsbad (California). Sulla griglia di partenza da allora si alternarono piloti famosi come Kenny Roberts, Eddie Lawson (vincitore due volte), Freddie Spencer, gli specialisti del dirt-track Gene Romero, Randy Goss, Ricky Graham e Scott Parker, e i crossisti Kent Howerton (vincitore due volte), Broc Glover, Ricky Johnson e Jeff Ward.
I piloti americani si cimentano quindi in una competizione che decreta in qualche moto il Numero Uno, riprendendo il vecchio concetto del Campionato AMA, che ogni anno consegnava la mitica tabella "1" al concorrente che risultava più completo in tutte le discipline. Purtroppo l'avventura finisce nel 1985, quando l'ABC decide di cimentarsi in altre manifestazioni.

### Rinascita in Europa
Il testimone passa dunque in Europa, per la precisione in Francia dove già dal 1981 sul circuito di Carole si era disputata la prima gara di Supermotard della storia. Successivamente gli organizzatori decidono di estendere la manifestazione a livello internazionale, invitando gli specialisti statunitensi. Così nel 1985 il primo incontro è vinto da Kent Howerton. Da queste gare si affiancheranno anche altre manifestazioni, che infine daranno origine, nel 1988, al primo campionato nazionale di Supermotard, disputato in Francia.

### Superbikers of Mettet
Pochi anni dopo, in corrispondenza con il termine dei ABC Superbikers statunitensi, nasce il Superbikers of Mettet. Questa manifestazione viene tuttora considerata come l'erede spirituale degli antichi ABC Superbikers. Si svolge ogni anno a Mettet (Belgio) e vi accorrono specialisti di ogni ramo delle due ruote, come i motardistiLaurent Pidoux, Stéphane Chambon, Boris Chambon, Eddy Seel o Jürgen Künzel, ma anche crossisti come Stefan Everts, Joël Smets, Mickaël Pichon, Frédéric Bolley e Yves DeMaria e i velocisti Troy Bayliss, Troy Corser e Régis Laconi.

### Il Guidon d'or
Nel 1989 viene varata un'altra manifestazione, il Guidon d'or: una gara secca in programma fino al 1995 a Carole, poi spostata a Bercy, con la quale gli organizzatori incoronavano il re delle specialità a due ruote. Piloti da tutto il mondo arrivavano in Europa spinti anche dai premi e dagli ingaggi. Le prime due edizioni vanno ai velocisti americani Eddie Lawson e Wayne Rainey, mentre nelle successive si succederanno molto spesso piloti francesi, come i fratelli Stephane e Boris Chambon e l'eclettico Jean-Michel Bayle. Nel 2005 si disputa l'ultima edizione, vinta da Boris Chambon.

### X-Games di Los Angeles
In risposta ai Superbikers di Mettet, dal 2004 tornano gli Stati Uniti con gli X-Games Supermoto, manifestazione a gara secca con addirittura 30 giri e pit-stop obbligatorio per rifornimento e cambio gomme. Anche in questo caso giungono i migliori piloti di Supermoto, motocross e velocità da tutto il mondo su invito. Tra questo figurano soprattutto motardisti, come Jeff Ward, Mark Burkhart e gli europei Eddy Seel, Jürgen Künzel e Ivan Lazzarini, ma anche crossisti di alto livello come Jeremy McGrath e Chad Reed e velocisti come Nicky Hayden. La prima edizione viene vinta dal campione AMA Superbike e Supermoto Ben Bostrom.

## Albo d'oro

### Superbikers Of Mettet
Dal 2001 aggiunta la classifica Starbikers
| Anno | Superbikers         | Paese                  | Moto      | Pilota di   |  | Anno | Starbikers       | Paese              | Moto     | Pilota di |
| ---- | ------------------- | ---------------------- | --------- | ----------- |  | ---- | ---------------- | ------------------ | -------- | --------- |
| 2011 | Mauno Hermunen      | Finlandia (bandiera)   | Husqvarna | Supermotard |  | 2011 | Romain Febvre    | Francia (bandiera) | Honda    | Motocross |
| 2010 | Mauno Hermunen      | Finlandia (bandiera)   | Husqvarna | Supermotard |  | 2010 | Mickaël Pichon   | Francia (bandiera) | Honda    | Motocross |
| 2009 | Ivan Lazzarini      | Italia (bandiera)      | Honda     | Supermotard |  | 2009 | Mickaël Pichon   | Francia (bandiera) | Honda    | Motocross |
| 2008 | Cassidy Anderson    | Stati Uniti (bandiera) | Honda     | Supermotard |  | 2008 | Mickaël Pichon   | Francia (bandiera) | KTM      | Motocross |
| 2007 | Frédéric Fiorentino | Belgio (bandiera)      | KTM       | Supermotard |  | 2007 | Mickaël Pichon   | Francia (bandiera) | KTM      | Motocross |
| 2006 | Frédéric Fiorentino | Belgio (bandiera)      | KTM       | Supermotard |  | 2006 | Stéphane Chambon | Francia (bandiera) | Kawasaki | Superbike |
| 2005 | Bernd Hiemer        | Germania (bandiera)    | KTM       | Supermotard |  | 2005 | Stéphane Chambon | Francia (bandiera) | Suzuki   | Superbike |
| 2004 | Frédéric Fiorentino | Belgio (bandiera)      | KTM       | Supermotard |  | 2004 | Stéphane Chambon | Francia (bandiera) | Suzuki   | Superbike |
| 2003 | Boris Chambon       | Francia (bandiera)     | KTM       | Supermotard |  | 2003 | Stefan Everts    | Belgio (bandiera)  | Yamaha   | Motocross |
| 2002 | Frédéric Fiorentino | Belgio (bandiera)      | KTM       | Supermotard |  | 2002 | Stéphane Chambon | Francia (bandiera) | Suzuki   | Superbike |
| 2001 | Jürgen Künzel       | Germania (bandiera)    | KTM       | Supermotard |  | 2001 | Stéphane Chambon | Francia (bandiera) | Suzuki   | Superbike |
| 2000 | Jürgen Künzel       | Germania (bandiera)    |           | Supermotard |  |      |                  |                    |          |           |
| 1999 | Eddy Seel           | Belgio (bandiera)      |           | Supermotard |  |      |                  |                    |          |           |
| 1998 | Eric Delannoy       | Belgio (bandiera)      |           | Supermotard |  |      |                  |                    |          |           |
| 1997 | Thierry Godfroid    | Belgio (bandiera)      | Kawasaki  | Supermotard |  |      |                  |                    |          |           |
| 1996 | Stéphane Chambon    | Francia (bandiera)     |           | Superbike   |  |      |                  |                    |          |           |
| 1995 | Stéphane Chambon    | Francia (bandiera)     | Husqvarna | Supermotard |  |      |                  |                    |          |           |
| 1994 | Thierry Godfroid    | Belgio (bandiera)      | Kawasaki  | Motocross   |  |      |                  |                    |          |           |
| 1993 | Stéphane Chambon    | Francia (bandiera)     | Husqvarna | Supermotard |  |      |                  |                    |          |           |
| 1992 | Stéphane Chambon    | Francia (bandiera)     | Husqvarna | Supermotard |  |      |                  |                    |          |           |
| 1991 | Billy Liles         | Stati Uniti (bandiera) | Kawasaki  | Motocross   |  |      |                  |                    |          |           |
| 1990 | Stéphane Chambon    | Francia (bandiera)     | Husqvarna | Supermotard |  |      |                  |                    |          |           |
| 1989 | Broc Glover         | Stati Uniti (bandiera) | KTM       | Motocross   |  |      |                  |                    |          |           |
| 1988 | Laurent Pidoux      | Francia (bandiera)     | Husqvarna | Supermotard |  |      |                  |                    |          |           |
| 1987 | Jeorges Jobe        | Belgio (bandiera)      | Honda     | Motocross   |  |      |                  |                    |          |           |

### X-Games Supermoto di Los Angeles
| Anno | Oro            | Moto   |  | Argento        | Moto      |  | Bronzo          | Moto      |
| ---- | -------------- | ------ |  | -------------- | --------- |  | --------------- | --------- |
| 2009 | Ivan Lazzarini | Honda  |  | Mark Burkhart  | KTM       |  | Adrien Chareyre | Husqvarna |
| 2008 | Jeff Ward      | Honda  |  | Robbie Horton  | Honda     |  | Brandon Currie  | Yamaha    |
| 2007 | Mark Burkhart  | Yamaha |  | Jeff Ward      | Honda     |  | David Pingree   | Honda     |
| 2006 | Jeff Ward      | Honda  |  | Mark Burkhart  | Yamaha    |  | Doug Henry      | Yamaha    |
| 2005 | Doug Henry     | Yamaha |  | Jeremy McGrath | Honda     |  | Chad Reed       | Yamaha    |
| 2004 | Ben Bostrom    | Honda  |  | Eddy Seel      | Husqvarna |  | Jeremy McGrath  | Honda     |

### Extreme Supermotard di Bologna
| Anno | Pilota             | Paese               | Moto      | Pilota di   |
| ---- | ------------------ | ------------------- | --------- | ----------- |
| 2009 | Christian Ravaglia | Italia (bandiera)   | Aprilia   | Supermotard |
| 2008 | Yves DeMaria       | Francia (bandiera)  | Yamaha    | Motocross   |
| 2007 | Stefan Everts      | Belgio (bandiera)   | KTM       | Motocross   |
| 2006 | Luca Minutilli     | Italia (bandiera)   | KTM       | Supermotard |
| 2005 | non disputata      |                     |           |             |
| 2004 | Gerald Delepine    | Belgio (bandiera)   | Husqvarna | Supermotard |
| 2003 | Eddy Seel          | Belgio (bandiera)   | Husqvarna | Supermotard |
| 2002 | Ivan Lazzarini     | Italia (bandiera)   | Yamaha    | Supermotard |
| 2001 | Boris Chambon      | Francia (bandiera)  | Husqvarna | Supermotard |
| 2000 | Thierry Godfroid   | Belgio (bandiera)   | Kawasaki  | Supermotard |
| 1999 | Boris Chambon      | Francia (bandiera)  | Husqvarna | Supermotard |
| 1998 | Harald Ott         | Germania (bandiera) | Honda     | Supermotard |
| 1997 | Thierry Godfroid   | Belgio (bandiera)   | Kawasaki  | Supermotard |
| 1996 | Gilles Salvador    | Francia (bandiera)  | KTM       | Supermotard |

### Masters di Bilstain
| Anno | Pilota          | Paese             | Moto      | Pilota di   |
| ---- | --------------- | ----------------- | --------- | ----------- |
| 2011 | Marc Fraikin    | Belgio (bandiera) | KTM       | Supermotard |
| 2010 | Eddy Seel       | Belgio (bandiera) | Suzuki    | Supermotard |
| 2009 | Marc Fraikin    | Belgio (bandiera) | KTM       | Supermotard |
| 2008 | Marc Fraikin    | Belgio (bandiera) | KTM       | Supermotard |
| 2007 | Gerald Delepine | Belgio (bandiera) | Husqvarna | Supermotard |
| 2006 | Eddy Seel       | Belgio (bandiera) | Suzuki    | Supermotard |
| 2005 | Gerald Delepine | Belgio (bandiera) | Husqvarna | Supermotard |

### Guidon d'or Paris-Bercy
| Anno | Pilota            | Paese                  | Moto      | Pilota di    |
| ---- | ----------------- | ---------------------- | --------- | ------------ |
| 2005 | Boris Chambon     | Francia (bandiera)     | KTM       | Supermotard  |
| 2004 | Stéphane Chambon  | Francia (bandiera)     | Suzuki    | Superbike    |
| 2003 | Stéphane Chambon  | Francia (bandiera)     | Suzuki    | Superbike    |
| 2002 | Stéphane Chambon  | Francia (bandiera)     | Suzuki    | Superbike    |
| 2001 | Stéphane Chambon  | Francia (bandiera)     | Suzuki    | Superbike    |
| 2000 | Frédéric Bolley   | Francia (bandiera)     | Honda     | Motocross    |
| 1999 | Boris Chambon     | Francia (bandiera)     | Husqvarna | Supermotard  |
| 1994 | Jean-Michel Bayle | Francia (bandiera)     | Honda     | Motocross    |
| 1993 | Jean-Michel Bayle | Francia (bandiera)     | Honda     | Motocross    |
| 1991 | Jean-Michel Bayle | Francia (bandiera)     | Honda     | Motocross    |
| 1990 | Wayne Rainey      | Stati Uniti (bandiera) | Kawasaki  | Motomondiale |
| 1989 | Eddie Lawson      | Stati Uniti (bandiera) | Yamaha    | Motomondiale |

### ABC Superbikers
| Anno | Pilota         | Paese                  | Moto     | Pilota di    |
| ---- | -------------- | ---------------------- | -------- | ------------ |
| 1985 | Eddie Lawson   | Stati Uniti (bandiera) | Yamaha   | Motomondiale |
| 1984 | Kent Howerton  | Stati Uniti (bandiera) | Kawasaki | Motocross    |
| 1983 | Eddie Lawson   | Stati Uniti (bandiera) | Yamaha   | Motomondiale |
| 1982 | Danny Chandler | Stati Uniti (bandiera) | Honda    | Motocross    |
| 1981 | Steve Wise     | Stati Uniti (bandiera) | Honda    | Superbike    |
| 1980 | Steve Wise     | Stati Uniti (bandiera) | Honda    | Motocross    |
| 1979 | Kent Howerton  | Stati Uniti (bandiera) | Suzuki   | Motocross    |